# イワン・ドゥルノヴォ

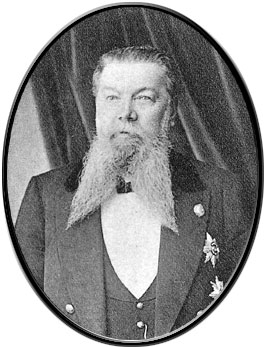
イワン・ドゥルノヴォ

イワン・ニコラエヴィッチ・ドゥルノヴォ（ロシア語: Ива́н Никола́евич Дурново́、Ivan Nikolayevich Durnovo、1834年3月13日（ユリウス暦：3月1日）-1903年6月11日（ユリウス暦：5月29日））は、帝政ロシアの政治家。
カルーガ州出身。サンクトペテルブルクのミハイル王子工兵学校で学ぶ。チェルニゴフ県知事、エカテリノスラフ県知事を経て1889年から1895年まで内務大臣。1895年から1903年にかけて大臣委員会議長（後の十月詔書で首相相当になるポストであったが、実権は無かった）を務めた。出張先のベルリン近郊で執務中に死去した。
上司との円滑なコミュニケーションには長けていたものの政治能力が欠如していたと指摘されており、後任者のセルゲイ・ヴィッテは彼を酷評している。